# Robbah
Robbah (în arabă ذباح) este o comună din provincia El Oued, Algeria.
Populația comunei este de 21.965 de locuitori (2008).